# Душан Куртић
Душан Куртић (12. новембар 1993, Ниш) српски је певач ромског порекла.
Завршио је Трговачку школу и свира клавир. Своју прву песму објављује 2012. године и учествује у такмичењу Први глас Србије, а касније и у такмичењима Пинкове звезде и Звезде Гранда. Брат је певача Ивана Куртића са којим сарађује на песмама. Један је од учесника националног такмичења Песме за Евровизију.

## Дискографија

### Синглови
- Грам поноса (2012)

- Рањена птица (2018)
- Не куни се у мене кад лажеш (са Иваном Куртићем) (2019)
- Таши танана (са Иваном Куртићем) (2022)
- Сине (2022)
- Henny (2023)
- Само воли ме (2024)
- Због тебе живим (2024)
- Видим само њу (са Џорџијем) (2024)
- Богиња (2025)

### Обраде
- Бела (Иван Куртић) / Још ово вече (Тропико) (2022)
- Грам поноса (Cover Version) (2022)

## Фестивали
- Због тебе живим, Песма за Евровизију 2024, 6. место
- Богиња, Песма за Евровизију 2025, TBA